# Никитин, Николай Васильевич (1828)
Никола́й Васи́льевич Ники́тин (1828, Москва — 1913, Москва) — русский архитектор, реставратор и археолог, один из основателей Московского архитектурного общества и его Председатель в 1879—1894 годах.

## Биография
Родился 21 сентября (3 октября) 1828 года в Москве; потомственный москвич — три поколения Никтиных жили в Селивёрстовом переулке.
В 1852 году окончил Московское дворцовое архитектурное училище со званием архитекторского помощника младшего класса. После завершения образования на два года оставался при училище для получения практики. C 1856 года работал помощником архитектора, а с 1864 года — архитектором чертёжной правления IV Округа путей сообщения и публичных зданий в Москве, в 1867 году был выведен за штат. В 1861 году был утверждён в звании архитектора Придворного ведомства. В 1867 году Н. В. Никитин стал одним из основателей Московского архитектурного общества (МАО), в 1867—1879 годах являлся секретарём Общества, а в 1879—1894 занимал должность Председателя МАО. В 1872 году вместе с другими архитекторами участвовал в устройстве архитектурного отдела Политехнической выставки в Москве, в 1880—1882 годах — архитектурного отдела Всероссийской выставки в Москве. В 1877 году Никитин стал членом-корреспондентом, а с 1878 года — действительным членом Московского археологического общества. В рамках работы в Обществе совместно с археологом Н. А. Артлебеном открыл позакомарное покрытие Дмитровского собора во Владимире. В 1882 году Никитин вместе с архитектором А. А. Мартыновым совершил поездку в Ростов и составил список его древних зданий. В том же году Н. В. Никитин был удостоен звания почётного вольного общника Императорской Академии художеств.
В 1904 году стал академиком Императорской академии художеств. С 1906 года занял должность товарища председателя Комиссии по сохранению древних памятников. Стал одним из основателей русского стиля в архитектуре Москвы, построив Погодинскую избу. Участвовал в оформлении залов Исторического музея. Наблюдал за реставрациями придела в ростовском Успенском соборе, Сухаревой башни, церкви Харитония в Огородниках, здания общины «Утоли мои печали» (Москва, Госпитальный Вал, 2).
Скончался 25 января (7 февраля) 1913 года. Похоронен в Москве на Лазаревском кладбище.

## Работы в Москве и Подмосковье
- Погодинская изба (1850-е, Москва, Погодинская улица, 12а), объект культурного наследия федерального значения;
- Доходный дом (1859, Тверская улица, 30/2 — Садовая-Триумфальная улица, 2/30, стр. 5, 6)[3];
- Пассаж Солодовникова (1862, Москва, Кузнецкий Мост, 8), не сохранился;
- Торговое здание Носовского подворья (1863, Москва, Старопанский переулок, 3, стр. 1—4), объект культурного наследия регионального значения[3];
- Колокольня Церкви Богоявления Господня в Дорогомилове (1874, Москва, Большая Дорогомиловская улица — угол со Вторым Брянским переулком), не сохранилась[4];
- Гостиница (1874, Москва, Большой Черкасский переулок, 8);
- Церковь Иконы Божией Матери Казанская у Калужских ворот (1876—1886, Москва, Житная улица, у юго-западного угла д. 16), не сохранилась[5];
- Собор Троицы Живоначальной Николо-Берлюковской пустыни (1879, с. Авдотьино Ногинского района Московской области)[6];
- Доходный дом Н. Я. Лопатина (1870—1880-е, Старопанский переулок, 6/8 — Большой Черкасский переулок, 8/6), ценный градоформирующий объект[3];
- Реставрация и перестройка Церкви Харитония в Огородниках (1880, Москва, Большой Харитоньевский переулок, на месте д. 13), не сохранилась[7];
- Часовня Боголюбской иконы Божией Матери у Варварских ворот (1880, Москва, улица Варварка, перед д. 14), не сохранилась[8];
- Колокольня и трапезная при соборе Спасо-Влахернского монастыря (1884, п. Деденево Дмитровского района Московской области);
- Церковь Троицы на Шаболовке (1885, Москва, Шаболовка, 21), объект культурного наследия регионального значения[3];
- Перестройка богадельни (1891, Москва, Поварская улица, 13), разрушена в начале 2000-х годов;
- Шатёр колокольни церкви Николая Чудотворца (1894, Пушкино, Ярославское шоссе, 34)[9];
- Перестройка Запасного дворца, совместно с А. Ф. Мейснером (1901, Москва, Садовая-Черногрязская улица, 1).